# Соколов, Николай Андреевич (хирург)
Николай Андреевич Соколов (1856—1907) — русский хирург, профессор.

## Биография
Родился 13 (25) сентября 1856 года.
В 1878 году окончил медицинский факультет Московского университета; в 1881—1884 годах был в нём помощником прозектора при кафедре анатомии. В 188 году защитил диссертацию «Материалы к патологической гистологии гиперемии селезёнки»
С 1890 по 1894 годы — старший ассистент при хирургической клинике Института великой княгини Елены Павловны в Санкт-Петербурге. Затем работал в московских городских больницах, пока в 1898 году не получил приват-доцентуру в Московском университете, а в 1900 году был назначен профессором по кафедре хирургической патологии в Харьковском университете, а с 1902 года — по кафедре хирургической госпитальной клиники.
Умер 8 (21) мая 1907 года и был похоронен на кладбище московского женского Алексеевского монастыря.